# Lancia Dialfa
De Lancia Dialfa was het tweede model van het Italiaanse automerk Lancia. De wagen was gebaseerd op de viercilinder Lancia Alfa maar werd aangedreven door een zescilinder-in-lijn motor die met zijn 40 pk een topsnelheid behaalde van 110 km/u. Van de Lancia Dialfa werden er in 1908 in totaal 23 exemplaren gebouwd.
Huidige modellen:
Ypsilon
Recente modellen:
Dedra · 
Delta · 
Flavia · 
K · 
Lybra ·
Musa · 
Phedra ·
Prisma · 
Thema · 
Thesis · 
Trevi ·
Voyager - 
Y · 
Y10 · 
Z
Historische modellen na de Tweede Wereldoorlog:
2000 · 
Appia · 
Aurelia · 
Beta · 
D20 · 
D23 · 
D24 · 
D25 · 
D20 · 
Flaminia · 
Flavia · 
Fulvia · 
Gamma · 
Stratos
Historische modellen tijdens het Interbellum:
12 cil V · 
Aprilia · 
Ardea · 
Artena · 
Astura · 
Augusta · 
Dikappa · 
Dilambda · 
Kappa · 
Lambda · 
Trikappa
Historische modellen voor de Eerste Wereldoorlog:
Alfa · 
Beta 15/20HP · 
Dialfa · 
Didelta · 
Delta 20/30HP · 
Epsilon · 
Eta · 
Gamma 20HP · 
Theta · 
Zeta 12/15HP